# Patrick Mullins
Patrick Michael Mullins (Nueva Orleans, Luisiana, Estados Unidos, 5 de febrero de 1992) es un exfutbolista estadounidense que jugaba de delantero.
Nacido en Nueva Orleans, Mullins jugó al soccer universitario para los Maryland Terrapins entre 2010 y 2013. Durante su etapa universitaria jugó para los New Orleans Jesters. Fue seleccionado por el New England Revolution en la primera ronda del SuperDraft de la MLS 2014 y formó parte del equipo que jugó la Copa MLS 2014.
Se unió al New York City FC en 2015 y fue transferido al D.C. United para la temporada 2016; anotó 13 goles en sus tres temporadas en la capital, y a mediados de la temporada 2018 fue intercambiado al Columbus Crew SC.
A mediados de la temporada 2019 de la MLS, Mullins fue intercambiado al Toronto FC.
En su segunda temporada en Toronto, Mullins apareció como suplente en cada uno de los dos primeros partidos del club antes de que la temporada se detuviera debido a la pandemia originada por el COVID-19. Jugó solo una vez en el "MLS is Back Tournament", pero anotó contra su antiguo club, el New York City FC, en los octavos de final.  Aunque se perdió dos semanas en septiembre por una distensión en un tendón, Mullins agregó un gol y una asistencia durante el resto de la temporada. Terminó el año con dos goles y una asistencia en 18 apariciones en todas las competencias, ayudando a Toronto a clasificarse para los playoffs de la Copa MLS y la final del Canadian Championship 2020.
Después de una temporada 2021 difícil, en la que no pudo marcar un solo gol en la liga, Toronto no ejerció la opción de renovación de contrato con Mullins.

## Estadísticas
Actualizado al último partido disputado el 11 de octubre de 2020
| Baton Rouge Capitals Estados Unidos                                                                           | 4.ª           | 2007          | 5   | 1  | -  | - | - | - | 5   | 1  |
| Baton Rouge Capitals Estados Unidos                                                                           | Total club    | Total club    | 5   | 1  | 0  | 0 | 0 | 0 | 5   | 1  |
| New Orleans Jesters Estados Unidos                                                                            | 4.ª           | 2011          | 9   | 5  | -  | - | - | - | 9   | 5  |
| New Orleans Jesters Estados Unidos                                                                            | 4.ª           | 2012          | 12  | 7  | -  | - | - | - | 12  | 7  |
| New Orleans Jesters Estados Unidos                                                                            | Total club    | Total club    | 21  | 12 | 0  | 0 | 0 | 0 | 21  | 12 |
| New England Revolution Estados Unidos                                                                         | 1.ª           | 2014          | 24  | 4  | 2  | 1 | - | - | 26  | 5  |
| New England Revolution Estados Unidos                                                                         | Total club    | Total club    | 24  | 4  | 2  | 1 | 0 | 0 | 26  | 5  |
| New York City FC Estados Unidos                                                                               | 1.ª           | 2015          | 24  | 6  | 1  | 0 | - | - | 25  | 6  |
| New York City FC Estados Unidos                                                                               | 1.ª           | 2016          | 7   | 0  | 1  | 0 | - | - | 8   | 0  |
| New York City FC Estados Unidos                                                                               | Total club    | Total club    | 31  | 6  | 2  | 0 | 0 | 0 | 33  | 6  |
| D.C. United Estados Unidos                                                                                    | 1.ª           | 2016          | 15  | 8  | 0  | 0 | - | - | 15  | 8  |
| D.C. United Estados Unidos                                                                                    | 1.ª           | 2017          | 20  | 5  | 0  | 0 | - | - | 20  | 5  |
| D.C. United Estados Unidos                                                                                    | 1.ª           | 2018          | 10  | 0  | 1  | 0 | - | - | 11  | 0  |
| D.C. United Estados Unidos                                                                                    | Total club    | Total club    | 44  | 13 | 1  | 0 | 0 | 0 | 46  | 13 |
| Columbus Crew SC Estados Unidos                                                                               | 1.ª           | 2018          | 13  | 1  | 0  | 0 | - | - | 13  | 1  |
| Columbus Crew SC Estados Unidos                                                                               | 1.ª           | 2019          | 9   | 0  | 2  | 0 | - | - | 11  | 0  |
| Columbus Crew SC Estados Unidos                                                                               | Total club    | Total club    | 19  | 1  | 2  | 0 | 0 | 0 | 24  | 1  |
| Toronto FC · Canadá                                                                                           | 1.ª           | 2019          | 11  | 2  | 4  | 1 | - | - | 15  | 3  |
| Toronto FC · Canadá                                                                                           | 1.ª           | 2020          | 11  | 1  | 0  | 0 | 1 | 1 | 12  | 2  |
| Toronto FC · Canadá                                                                                           | Total club    | Total club    | 19  | 3  | 4  | 1 | 1 | 1 | 27  | 5  |
| Total carrera                                                                                                 | Total carrera | Total carrera | 170 | 40 | 11 | 2 | 1 | 1 | 182 | 43 |
| (1) Incluye datos de la U.S. Open Cup y el Campeonato Canadiense (2) Incluye datos del MLS is Back Tournament |               |               |     |    |    |   |   |   |     |    |